# Harmedal
Harmedal (persiska: هَرمِه دول, گَرمِۀ دول, گَرمَدُل, هَرمِدُل, هَرميدول, هرمدل, Harmeh Dūl) är en ort i Iran.   Den ligger i provinsen Kurdistan, i den nordvästra delen av landet, 500 km väster om huvudstaden Teheran. Harmedal ligger 1 802 meter över havet och antalet invånare är 220.
Terrängen runt Harmedal är huvudsakligen kuperad. Harmedal ligger nere i en dal.Runt Harmedal är det ganska glesbefolkat, med 50 invånare per kvadratkilometer. Närmaste större samhälle är Nanūr, 16,9 km väster om Harmedal. Trakten runt Harmedal består i huvudsak av gräsmarker.